# تسلينا (روسيا)
تسلينا (بالروسية: Целина́) هي منطقةٌ ريفيةٌ والمركز الإداري لمقاطعة تسلينسكي [الإنجليزية] في روستوف أوبلاست بروسيا. بلغ تعداد سُكانها عام 2010 حوالي 10,649 نسمة، وفي عام 2002 حوالي 11,092 نسمة، وفي عام 1989 حوالي 12,545 نسمة.